# Suipraeoptans
Suipraeoptans es un género de bacterias grampositivas de la familia Lachnospiraceae. Actualmente (2023) sólo contiene una especie: Suipraeoptans intestinalis. Fue descrita en el año 2021. Su etimología proviene del latín sus (cerdo) y praeoptans (preferencia). El nombre de la especie se refiere a intestino. Es anaerobia estricta, en forma de bacilo corto con una longitud de 0,5 μm. Suele crecer individual o en pares.  Temperatura de crecimiento de 37 °C. Tiene un contenido de G+C de 47,7%. Se ha aislado del intestino de un cerdo en Estados Unidos. 